# Sobrado (Castelo de Paiva)
Sobrado ist ein Ort und eine ehemalige Gemeinde (Freguesia) im Norden Portugals.
Sobrado gehört zum Kreis und zur Stadt Castelo de Paiva im Distrikt Aveiro. Die Gemeinde hatte eine Fläche von 5,4 km² und 2779 Einwohner (Stand 30. Juni 2011).
Am 29. September 2013 wurden die Gemeinden Sobrado und Bairros zur neuen Gemeinde União das Freguesias de Sobrado e Bairros zusammengeschlossen. Sobrado ist Sitz dieser neu gebildeten Gemeinde.

## Bauwerke (Auswahl)
- Marmoiral de Sobrado